# Ткаченко, Александр Николаевич (политик)
Алекса́ндр Никола́евич Ткаче́нко (укр. Олександр Миколайович Ткаченко; 7 марта 1939, Шпола, Киевская область — 3 января 2024, Киев) — советский и украинский политик и государственный деятель.

## Биография
Родился 7 марта 1939 года в городе Шпола Киевской (ныне Черкасской) области.

### Образование
В 1963 году окончил сельскохозяйственный институт в городе Белая Церковь и Высшую партийную школу в Киеве.

### Ранняя карьера
С 1963 по 1964 год работал в Таращанском дорожно-строительном управлении № 720 Киевской области, с 1964 по 1966 год был старшим агрономом Таращанского районного отделения «Сельхозтехники».
С 1966 по 1970 год занимал должность 1-го секретаря Таращанского райкома ЛКСМУ.

### Государственная деятельность

#### В советское время
- С 1966 года — первый секретарь Таращанского районного комитета ЛКСМ Украины.
- В 1970—1981 годах — заведующий отделом, секретарь, первый секретарь Таращанского районного комитета Коммунистической партии Украины.
- В 1981—1982 годах — инспектор ЦК Коммунистической партии Украины.
- В 1982—1985 годах — председатель исполнительного комитета Тернопольского областного Совета народных депутатов.
- В 1985—1992 годах руководил сельским хозяйством Украины (в должностях министра сельского хозяйства, председателя и заместителя председателя Госагропрома Украины и др.).

#### Независимая Украина
Выставлял свою кандидатуру на первых выборах президента Украины (1991), незадолго до выборов отказался от участия в них в пользу Леонида Кравчука. Выдвигался также на выборах 1999 года, снял свою кандидатуру в пользу Петра Симоненко. (По утверждению Константина Бондаренко: Считается, что Мороз и Марчук убедили сомневающегося Ткаченко в мае 1999 года принять участие в президентских выборах (до этого времени Ткаченко убеждал журналистов, что он не будет выдвигаться в президенты и что его устраивает статус «не первого, но и не второго лица в государстве»).)
В 1994, 1998 и 2002 годах избирался в Верховную раду Украины, в первых двух случаях по одномандатным округам в Черкасской области, в 2002 году — по партийному списку Коммунистической партии Украины. Председатель Верховной рады с 7 июля 1998 до 21 января 2000 года.
Член КПСС c 1967 по 1991 год. В 1996—2001 годах — заместитель председателя Крестьянской партии Украины. С ноября 2001 года — член Коммунистической партии Украины.
Кандидат экономических наук; диссертация «Организационно-экономические факторы эффективности сельскохозяйственного производства» защищена в 1992 году в форме научного доклада.
Жил в Киеве. Скончался 4 января 2024 года на 85-м году жизни.

## Награды
- Орден князя Ярослава Мудрого V степени (6 марта 1999 года) — за выдающиеся личные заслуги перед Украинским государством в области государственного строительства, весомый вклад в развитие законодательной базы Украины[6].
- Орден Ленина (1977).
- Орден Октябрьской Революции.
- Орден Трудового Красного Знамени.
- Орден «Знак Почёта».
- Кавалер Большого креста ордена Великого князя Литовского Гядиминаса (4 ноября 1998 года, Литва).
- Орден «Содружество» (30 мая 2007 года, Межпарламентская ассамблея СНГ) — за активное участие в деятельности Межпарламентской Ассамблеи и её органов, вклад в укрепление дружбы между народами государств — участников Содружества[7].
- В 1992 году указом С. Умалатовой было присвоено звание «Героя Социалистического Труда», которое не является легитимным.